# Клименко, Трофим Михайлович
Трофим Михайлович Клименко (1919—2003) — командир стрелкового батальона 10-го гвардейского стрелкового полка (6-я гвардейская стрелковая Ровенская Краснознаменная дивизия), Герой Советского Союза (1944).

## Биография
Т. М. Клименко родился в с. Украинка (ныне Восточно-Казахстанской области) в бедной крестьянской семье. С 13 лет работал в колхозе. После окончания 7 класса в Усть-Каменогорской школе имени Ушанова Трофим поступил в 1937 году в Алма-Атинский железнодорожный техникум. Закончил 2 курса техникума и в сентябре 1939 года был призван в армию. Закончил Куйбышевское военно-пехотное училище, в июне 1941 года ему было присвоено звание лейтенанта.
С августа 1941 года на фронте. Был ранен 5 раз. Прошёл путь от командира стрелкового взвода до командира батальона. Участвовал в обороне Москвы, боях под Сталинградом, на Орловско-Курской дуге, освобождении Польши. Участвовал в освобождении сотен населённых пунктов, ряда городов. Под его командованием воины батальона успешно форсировали Западный Буг, Сан и Вислу.
1 августа 10-й гвардейский стрелковый полк 6-й гвардейской стрелковой Ровенской Краснознамённой дивизии форсировал Вислу и захватил Сандомирский плацдарм. За героизм, мужество, командирское умение гвардии майор Клименко Т. М. 23 сентября 1944 года был удостоен награды — звания Героя Советского Союза. Закончил войну в Праге.
После войны Клименко долгое время оставался в рядах Советской Армии, передавая знания и опыт молодым воинам. На пенсию ушёл в 1964 году с должности военкома Адлерского района г. Сочи.